# 中國式過馬路
中國式過馬路，並不單純包含闖紅燈而已，更特指中國大陸存在的一種凑够一撮人就可以一起闯红灯横过马路方式。
这种行为是违反了道路交通安全法，影响交通秩序的行为，也讓中國印象不佳，在2013年起在網路引起很大反響，被稱為中國式過馬路，政府纷纷杜绝这种不良行为。

## 原因
實際上中國人在個體時極守規矩，紅燈等候耐性都比外國人久，之所以出现这种中国式过马路现象主要是大家受法不责众的“从众”心理影响，从而不顾及交通安全。而這樣的行為落差也是中國式過馬路的特徵之一。
当然，也不排除有其他因素，因為中國大陸採用蘇聯等社會主義國家常見的多車道設計，對待行人不友善，造成斑馬線跨距過長，加上發展經濟的赶时间壓力、红灯时间不合理的长、執法怠惰无处罚作為等。
在从众心理背后，中国式过马路更深层次的原因有以下几点：
1. 中国的道德文明建设还在发展阶段，国人的思想道德水准有很多待提高，发展，充实之处。
2. 相关方面的政策法规不健全，现有的政策执行力度不够，落实效果不到位。
3. 执法者，管理者的人力资源，配套硬件设备没有对接到位。
4. 城市规划发展缺乏前瞻性，科学性，针对性，可持续性。道路的建设规划不能因地制宜，适应行人和机动车的双方面需求。[1]。

另外，機動車不文明行為，如绿灯时间起步緩慢、车子闯红灯也是这种现象发生的原因之一。

## 影响
行人横穿马路会对交通造成影响，尤其是汽车的绿灯很短的时候，如果人行道上有人，车子就非常有可能错过绿灯，或者通过的车辆很少。但是如果是因为红绿灯阻止了马路半边的车辆，人们通过这半边到达马路双黄线的位置是影响不大的。因此很多部门提倡“走一半马路”的方式。

## 处罚
2013年初起，浙江省公安廳開始宣传和整治市民的惡習，行人只要被交警現場查獲到有闖紅燈和過馬路不走斑馬線行為便會被處罰5至20元人民幣，3月份首20天已經錄得超過1,600宗違規紀錄。北京市也将把全面治理行人及非机动车交通违法行为作为交通秩序整治的重点，通过纠正、教育、批评和处罚等措施，治理“中国式过马路”现象。